# Pseudotegenaria parva
Genre
Espèce
Pseudotegenaria parva, unique représentant du genre Pseudotegenaria, est une espèce d'araignées aranéomorphes de la famille des Agelenidae.

## Distribution
Cette espèce est endémique de Libye.

## Publication originale
- Caporiacco, 1934 : Aracnidi. Missione zoologica del Dott. E. Festa in Cirenaica. Bollettino dei Musei di Zoologia e Anatomia comparata della Regia Università di Torino, vol. 44, p. 1-28.